# Соколинці
Соко́линці — село в Україні, у Вінницькому районі Вінницької області. Населення становить 71 особу. Входить до складу Тиврівської селищної громади.
Сусідні населені пункти:

## Розташування та заснування
Село розташоване на північному сході громади за 13 км від центру громади Тиврова, приблизно в 20 км від Немирова.
Село Соколинці розташоване на правому піщаному доволі похилому схилі берега річки Буг. Неподалік від села знаходиться урочище «Соколів камінь» — висока гранітна скеля, що височить над самою річкою Буг. На цій скелі у давнину знаходилися соколині гніздища. Від цього урочища перші поселенці, напевно, й вирішили дати селу таку назву.
Довгий час село Соколинці входило до складу сільської ради сусіднього села Колюхів. Досить детально описав це село та навколишню місцевість у своїй книзі «Над Бугом-рікою» його уродженець Пантелій Іванович Марценюк .

## Історична довідка
Наприкінці XIX століття все населення складалось з селян православної віри, за винятком трьох сімейств дворян-католиків і чотирьох сімей дрібної шляхти, також католиків. Селян у Соколицях було 212 чоловічої і 200 жіночої статі. Заняття їх — хліборобство, рибальство й тютюнництво.
У 1755 році в селі споруджено Свято-Параскево-Пятницький храм. Храм дерев'яний, трикупольний, на кам'яній основі, покритий залізом. У 1898 році при храмі розпочала функціонувати церковно-парафіяльна школа. З 1808 року по 1898 рік у храмі служило одинадцять священиків. Храм мав 40 десятин і 550 сажень землі, з них — присадибної 1 десятина 359 сажнів, сінокісної вздовж Бугу без лісу — 3 десятини 1699 сажнів, з лісом дубовим — 7 десятин 2075 сажнів.
В селі Соколинці народився відважний провідник національно-визвольного руху селян Брацлавщини у 1920—1921 рр. курінний отаман Армії УНР отаман Артем Онищук. Цьому відважному лицарю визвольних змагань українського народу від більшовицьких орд Валерій Марценюк присвятив історичну повість «Трагічна любов отамана Артема» про «українського патріота, підступно обманутого більшовицькою владою та жорстоко зрадженого коханою жінкою» — чекісткою Ельзою Грундман..

## Роки окупації та визволення
У роки нацистської окупації (1941–1944 рр.) по річці проходив німецько-румунський кордон. Правобережна частина Побужжя з Тивровим потрапила до румунської «Трансністрії», лівобережна з Немировим — до генерального округа «Житомир» німецького «Рейхскомісаріату Україна». У такій глушині військ майже не було, стояли тільки окремі варти з румунських солдат, які відносились з певною повагою до українських хліборобів. В селах навіть працювати школа, де підлітків стали вчити румунській мові. При румунах люди хоч і бідували, однак в меншій степені ніж при німецькій владі. З часом прийшла весна 1944-го і визволення від окупації однієї та прихід іншої.
12 червня 2020 року, відповідно до Розпорядження Кабінету Міністрів України від  № 707-р «Про визначення адміністративних центрів та затвердження територій територіальних громад Вінницької області», увійшло до складу Тиврівської селищної територіальної громади.
19 липня 2020 року, в результаті адміністративно-територіальної реформи та ліквідації Тиврівського району, село увійшло до складу Вінницького району.